# 城とドラゴン
『城とドラゴン』（しろとドラゴン）は、株式会社アソビズムより配信されているスマートフォン向けアプリ。略称は『城ドラ』。基本プレイ無料で課金アイテムが存在する。

## 概要
本作はキャラクターを育てて他の城主との対戦や敵の城を攻めたり自身の城を守ったりするリアルタイム対戦ストラテジーゲームである。「城下町」、「研究開発」、「バトル」の1 - 3の順序があり、公式サイトによると
1. 城下町でフードやキーンを集めよう
2. 武具を開発してキャラの能力アップ！
3. 友達や全国の城主と対戦して遊ぼう！

と、なっている。ゲーム自体は無料で提供されているがアプリ内課金が存在しルビーを有料購入で増やすことができ、（有償ルビーと呼ばれる）ルビーを使って卵の孵化や開発中の武具を即時完成させることもできる。

## バトル
リーグ
うまPやつよP、リーグPやキャラPを賭けて戦われる毎週開催の対人バトル。各リーグで分けられたグループごとにランキングを競い、順位がよいほど獲得できるドラゴンメダルやきびだんごが増える。全プレイヤーには1人用リーグチケットx3枚と協力用リーグチケットx2枚が配られ、チケットを使用することでリーグに参加できる。試合に勝利するとそのまま続けてバトルを遊ぶことができ、3連戦まで可能。期間限定イベントとして、過去に10連勝リーグ（ソロ、マルチを含む）が開催されたこともある。負けた場合でも、100ルビーか無料再戦券を使うことで相手に再戦を申し込むことができる。ただし、引き分けの場合は連戦不可。
トロフィーバトル
ゲームに登場するキャラクターたちのトロフィー獲得を目指してバトルを行うバトル。トロフィーを獲得するには、トロPというポイントを一定数貯めることが条件。ポイントはいつもの通りバトルで勝利することで加算されていく。それ以外にもキャラレベルやスキルレベル、うまPの規定などのルールがある。
フリー対戦
上記のリーグやトロフィーバトルと異なり、参加してもペナルティや得られるものはない（スリ・シュクフクのキーンも無い）。腕比べモードONとOFFの二つの設定がある。バトルを募集する場合にはチケットが必要（毎日5枚まで配布される）。募集中のバトルに参加する場合にチケットは不要。1日1回バトルに勝利すると、30ルビーが貰える。
フリー対戦(腕ONE)
腕ONEスタジアム風のフリー対戦となっており報酬はない。
腕ONEスタジアム
スタジアムパスを消費して全キャラクターが使えるバトルモード。デフォルトでチャレンジパスを全員所持しているが、報酬が無報酬なため報酬を獲得したい場合別のスタジアムパスを併用する必要がある。バトル前ならパスの選び直しもできる。スタジアムパスはログインすることでに入手できることがあり、3勝か3敗すると報酬が付与される。スタジアムは補欠枠の選定機能がある。ただし、補欠枠はフリーとは別々であり、自由枠 大型枠5体、中型10体が補欠枠となっている。
討伐イベント
期間限定のイベント。おまけ級クリアで剣士アバター表情が稀にもらえる。
現在は討伐イベント自体は開催されておらず、コラボ開催や新キャラクター登場時のSP討伐イベントのみが行われている。
SP討伐イベント
期間内討伐イベント。コラボのキャラクターが使用できる。
襲来イベント（コラボ）
防衛に勝利し敵城を崩落させると報酬が付与される。
レア城主イベント
プレイヤーはレア城主に遭遇することがあり勝利するとキーンがいつもより多くもらえる。
レア城主イベントは特定のキャラクターをリーダーにした時のみ挑戦することができ、1日に1人2回まで挑戦できる（レア城主に敗北時のみ挑戦回数の変動がない）。
城ドラ入門道場
チュートリアル用の討伐イベント。
初回クリア報酬でルビー、CPなどがもらえる。

### 勝敗について
バトルにおいて完全決着での勝敗は1から順に優先度が高くなり、勝敗が分けられる。
| 勝敗判定優先順位 | 勝敗判定優先順位                             |
| ---------------- | -------------------------------------------- |
| 1                | 砦の占拠数が多い                             |
| 2                | 残りの召喚玉数（マルチの場合は合計値）が多い |
| 3                | 生存しているキャラクター数が多い             |
| 4                | 倒した敵の数が多い                           |
| 5                | 自動判定                                     |

## 城下町
本部
キャラクターの装備変更や城防衛時のキャラクター配置の変更、オプション設定、ランキング情報の確認ができる。
働き隊
集めてきたキーンを回収したり、軍団バトルや城壁と大砲の強化をしたり探検に行かせることができる。
研究所
キャラクターの装備の研究開発や卵の孵化ができる。
訓練所
選択したキャラクター1体の育成したりサブリーダーやデッキの調整ができる。
牧場
フードを収穫できる。
食料庫
牧場で収穫したフードを貯蔵できる。ただし、貯蔵できる量には限りがある。
酒場
フレンドやチャットの管理、バッジやウラワザの獲得ができる。

## キャラクター
2025年7月28日時点で180体のキャラクター（大砲を除く）が登場しており、戦闘時に有利不利それぞれの相性を持つキャラクターが存在する

### 通常キャラクター
1コスト（進撃）
- 剣士
- アーチャー
- 魔法使い
- ゴブリン
- ふとっちょ剣士
- アリンコ
- コマイヌ

1コスト（迎撃）
- スライム
- フェアリー

 2コスト（進撃）
- スケルトン
- リザードマン
- オーク
- メドゥーサ
- マタンゴ
- マーメイド
- ハーピー
- マーマン
- バーサーカー
- ジャイアントサイ
- フォックス
- ペンギン
- 重剣士
- マリオネット
- ゴブリンUFO
- マイマイ
- キラーカマキリ
- ケットシー
- イフリート
- シマリス
- マミー

2コスト（迎撃）
- コロポックル
- ワーウルフ

3コスト（進撃）
- デビル
- 騎馬兵
- ワイバーン
- エンジェル
- カタパルト
- アシュラ
- グリフォン
- アマゾネス
- プリティキャット
- ゴースト
- カエル剣士
- ラビット
- 巨大ロボ
- バット
- ゴブリンバイク
- バクダンおやじ
- サムライビートル
- ジャイアントベビー
- ジャイアントパンダ
- ウィッチ
- 鬼ん子
- ヘッジホッグ
- プリンセス
- チビホワ
- ネズミ剣士
- チビブラ
- チビメタ
- パピヨン
- チビグリ
- パワードスーツ
- ゴクウ
- チビピク
- アヌビス
- スカイドリーマー

3コスト（迎撃）
- 魔導機兵
- キラービー
- ドラゴンライダー
- ジャイアントクラブ
- タートルキャノン
- ケルベロス
- マンドラゴラ
- フクロウ
- 雪ん子
- コング
- シャーク
- おこめ農家

4コスト（進撃）
- ゾンビ
- サキュバス
- エルフ
- トロール
- チビドラ
- チビクロプス
- フランケン

4コスト（迎撃）
- クレイジーフラワー
- ヴァルキリー
- チビブル
- カンガルー

5コスト（進撃）
- サイクロプス
- ミノタウロス
- トレント
- バトルバルーン
- ヴィーナス
- クラーケン
- ゼウス
- サタン
- クイーンビー
- リリス
- 大天狗
- アークエンジェル
- デス
- ノーム三兄弟
- ポセイドーン
- ドラゴン武リーダー

5コスト（迎撃）
- ゴーレム
- キメラ
- マザースパイダー
- おじさんハウス
- ヒュドラ
- バフォメット

7コスト（進撃）
- ブルードラゴン
- ブラックドラゴン
- グリーンドラゴン
- ピクシードラゴン
- スタードラゴン

7コスト（迎撃）
- レッドドラゴン
- ホワイトドラゴン
- メタルドラゴン
- サンダードラゴン
- レジェンドドラゴン

### ガールシリーズ
- サイクロガール
- ミノガール
- レッドラガール
- トレントガール
- バルーンガール
- ブルドラガールズ
- キメラガール
- ロボガール
- ホワドラガール
- ゴーレムガール
- サタンガール
- ブラドラガール
- クラーケンガール
- メタドラガール
- グリドラガール
- ビートルガール
- バクダンむすめ
- パンダガール

### 転生シリーズ
- 竜剣士レードラ
- 竜魔導士ブルード
- 竜弓術士ワイラ
- 竜将軍ブラド
- 竜守護者メタル

### 童話シリーズ
- アカズキン
- キンタロウ
- 風神雷神

### MIXシリーズ
- サイクロスケルトン
- ブルドラシャーク
- クレイジーヘッド

### コラボシリーズ
キャラクターコラボ
- ネコ（にゃんこ大戦争）
- 調査兵団（進撃の巨人）
- なめこ（おさわり探偵 なめこ栽培キット）
- ガッツ（ベルセルク）
- ヌボボ（ドラゴンポーカー）
- バカボンのパパ（天才バカボン）
- ロックマン（ロックマンシリーズ）
- 古代魔導士（ドラゴンポーカー）
- 則巻アラレ（Dr.スランプ）
- 特殊部隊（バイオハザードシリーズ）
- レム（Re:ゼロから始める異世界生活）
- ディケイド（仮面ライダーシリーズ）
- ネコムート（にゃんこ大戦争）
- 浦飯幽助（幽☆遊☆白書）
- エミリア（Re:ゼロから始める異世界生活）
- MFバルキリー（マクロスF）
- 金木研（東京喰種）
- ゴーカイレッド（海賊戦隊ゴーカイジャー）
- 麻倉葉（SHAMAN KING）
- 東京卍會（東京リベンジャーズ）
- 森羅日下部（炎炎ノ消防隊）
- リムル＝テンペスト（転生したらスライムだった件）
- 皇獣ガオウダーク（にゃんこ大戦争）
- 坂田銀時（銀魂）
- 木之本桜（カードキャプターさくら）
- 妖怪ウォッチ（妖怪ウォッチ）
- フリーレン（葬送のフリーレン）
- ロボコ（僕とロボコ）
- ファリン(キメラ)（ダンジョン飯）
- 初音ミク（初音ミク）

お着替えコラボ
- ビビットナイト
- サンリオ
- ゴジラ
- SUNTORY
- 小田原城

### その他
2コスト
- 大砲